# 성평등 척도
양성평등 또는 평등의 척도는 양성평등의 개념을 정량화하기 위해 사용되는 통계적 도구이다.
성 평등을 측정하는 데에는 사용되는 300개 이상의 지표와 다수의 중요한 지표가 있다. 가장 눈에 띄는 양성평등 지수는 UNDP의 GDI와 1995년에 도입된 GEM을 포함한다. 좀 더 최근의 조치로는 2004년에 소셜워치에 의해 도입된 성평등지수(GEI), 2006년에 세계경제포럼에 의해 개발된 세계성격차지수(GGGI), 2007년부터 OECD 개발센터의 사회제도 및 성별지수가 있다.

## 지표
양성평등의 표본 지표는 국회의원이나 고위 관리자로서 성별에 민감한 직위의 수나 비율의 분류, 복장의 자유나 이동의 자유 같은 시민의 자유 존재, 은행이나 토지에 대한 접근과 같은 소유권과 같은 사회적 지표, 여성에 대한 폭력 같은 범죄 지표가 포함된다. 또한 기대수명, 교육성취도 등의 보건 및 교육지표, 성별 임금격차, 노동력 참여, 근로소득 등의 경제지표도 포함된다.

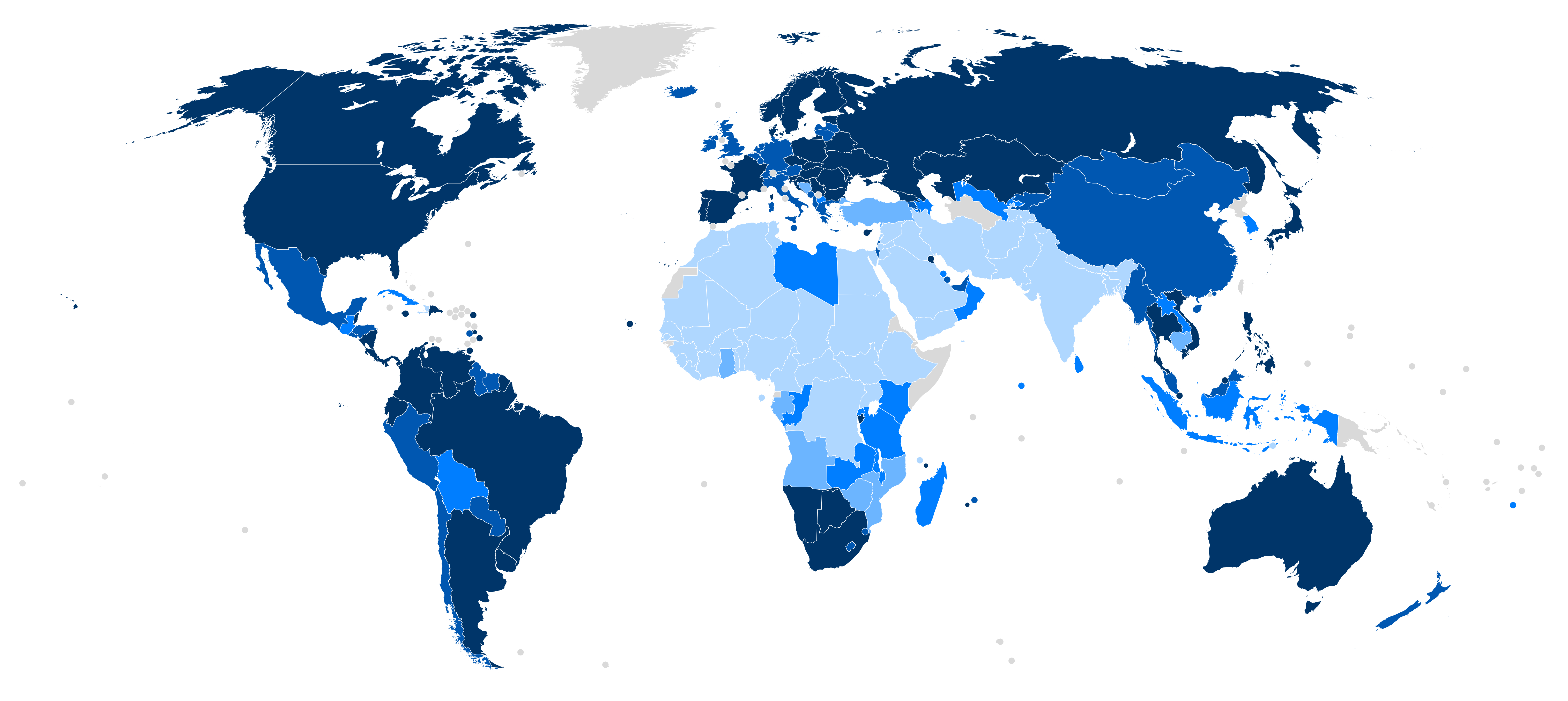
성별 개발 지수 1~5조 국가를 나타내는 세계 지도(2018년 데이터 기준, 2019년 발행) 그룹 1의 국가는 성 평등에 가장 가까운 반면, 그룹 5의 국가는 가장 멀리 있다(즉, 성별 격차가 가장 크다.

인용될 개별 통계의 수를 줄이기 위해, 일반적으로 집계된 지표로 구성된 여러 지표를 사용한다.

## 지수

### 성별 관련 개발 지수
GDI는 인간 개발 지수의 성 중심 개발 지수로, 기존의 성 불평등에 의해 보정된 국가의 개발 수준을 측정한다. 기대 수명, 교육 및 소득의 성별 차이를 다룬다. 그것은 "불평등 혐오" 페널티를 사용한다. 이것은 기대 수명, 성인 읽고 쓰는 능력, 학교 등록 및 1인당 소득의 로그 변환을 포함하는 인간 개발 지수의 모든 범주에서 성별 격차에 대한 개발 점수 페널티를 만든다. 기대수명 측면에서 GDI는 여성이 남성보다 평균 5년 더 오래 살 것으로 추정한다. 또한 GDI는 소득 측면에서 실제 근로소득 측면에서 소득 격차를 고려한다. GDI는 인간개발지수(HDI) 점수와는 별개로 사용할 수 없어 성별 격차의 지표로 활용할 수 없다. HDI와 GDI 사이의 차이만 실제로 정확하게 고려할 수 있다. 하지만 GDI 자체로는 성별 차이를 독립적으로 측정할 수 없다.

### 성별 권한 부여 측정 지수
GEM은 GDI와 동시에 개발되었지만 보다 전문화된 것으로 보인다. 여기에는 GDI(및 HDI)에 없는 권리 및 전력 접근 등의 차원이 포함된다. GEM은 "여성과 남성이 경제적, 정치적 삶에 능동적으로 참여하고 의사결정에 참여할 수 있는지 여부"를 측정하기 위해 설계되었다. 그것은 웰빙에 집중하기 보다 더 기관 중심적인 경향이 있다. GEM은 세 가지 기본 지표를 사용하여 결정된다. 즉, 국가 의회에서 여성이 차지하고 있는 의석 비율, 경제 의사결정 직위(행정, 관리, 전문직 및 기술직업 포함), 여성 소득 비중(남성 대 여성의 근로소득)이다. GEM은 이전에는 국가 간 비교가 어려웠던 특정 차원을 국제 비교에 포함시킬 수 있기 때문에 중요한 정책 수단으로 여겨진다.
시간이 지나고 이러한 조치(GDI와 GEM)가 해마다 적용됨에 따라, 처음 개발되었을 때 기대했던 것만큼 성 민감성 개발을 촉진하는 데 영향을 미쳤는지에 대한 논란이 일고 있다. 두 조치에 대한 주요 비판 중 일부는 두 조치가 고도로 전문화되어 있고 해석하기 어렵고, 종종 잘못 해석되고, 국가 간에 큰 데이터 차이를 겪고, 정확한 비교를 제공하지 않으며, 너무 많은 개발 요소를 단일 척도로 결합하려고 한다는 것이다. 그런 다음, 이러한 지수를 제대로 알지 못할 경우, 그 수치가 드러나는 것보다 더 많이 숨겨질 수 있다는 우려가 발생한다. 여성의 상대적 지위 및 지위를 남성과 비교하여 측정하는 것이 아니라, 1인당 소득이나 인간 발전의 절대적인 수준을 측정한다. 밀스(2010년)는 심지어 "비록 종종 성평등의 핵심 척도로 선전되지만, 대부분의 전문가들은 사실 그들이 성 불평등의 척도가 아니라는 것에 동의한다.“

### 성별 지분 지수
GEI는 여성들에게 불리한 상황을 측정하기 위해 개발되었다. 이는 성 불평등 지표인 교육, 경제 참여 및 권한 부여의 3개 차원에 기초하여 국가 순위를 매겨 국제적 비교를 용이하게 하기 위해 고안되었다. 사회경제적 기회에 초점을 맞춘 탓에 건강 등 성 불평등의 근본 원인을 무시한다는 비판을 받아왔다.

### 글로벌 성별 격차 지수
유명하고 널리 보고된 또 다른 글로벌 성별 격차 지수는 글로벌 성별 격차 보고서에 발표된 글로벌 성별 격차 지수이다. 이 조치는 2006년 세계경제포럼(WEF)에서 도입해 매년 발표되고 있다. 이 지수는 여성 불이익의 수준에 기초하며(따라서 엄격히 평등의 척도가 아님), 다양한 국가와 연도에 걸친 성별 격차의 비교 비교를 허용하기 위한 것이다. 시간이 지남에 따라 점수가 증가하는 것은 닫힌 남녀 불평등의 비율로 해석될 수 있다. 보고서는 전세계 약 130개 경제에서 남녀 불평등의 4대 핵심 영역을 조사하며 경제 참여와 기회, 교육 성취도, 정치적 권한 부여, 건강 및 생존 통계에 초점을 맞추고 있다.

2013년 성별 격차 지수 세계 지도.

GEI 및 GGP 척도는 개념적으로 더 광범위하다. GEI는 사회경제적 기회에 초점을 맞추고 있지만, 건강과 같은 성 불평등의 근본적인 원인을 무시한다는 비판을 받아왔다. GGI는 가장 포괄적이며, 이를 통해 지나치게 광범위하다는 비판을 받아왔다.

### 사회제도 및 성별지수
이 4가지 지수의 인식된 부적절성을 다루기 위해, 2007년에 OECD 개발 센터는 남성과 여성 사이의 평등과 가족 코드, 신체적 지수의 4가지 차원에만 초점을 맞춘 성 평등에 대한 종합 지표인 사회 기관 및 성별 지수(SIGI)를 도입했다.품위, 소유권, 시민의 자유. 사회 제도는 한 사회에 존재하는 규범, 가치, 그리고 여성에 관한 태도로 구성되어 있다. SIGI의 저자들은 이것이 "성 불평등의 근원적 원천에 초점을 맞춘 유일한 지표"라고 주장한다. 그들은 또한 상기 언급된 다른 기존 조치들을 대체하는 것이 아니라 보완하려는 의도가 있다고 말한다. 또한, 이 주제가 단일 지표에 비해 너무 복잡할 수 있으며, 모든 연구에 대해 다중 지표 접근방식을 권고한다.보다 포괄적인 것을 목표로 한다. 개발 도상국에는 유용한 조치라는 평가를 받았지만, 개발 도상국에는 적용되지 않는다는 비판을 받고 있다.

## 추가 참고 도서 목록
- Klasen, S. (2007). "Gender-related Indicators of Well-being". In McGilivray, M. (ed.). Measuring Human Well-Being: Concept and Measurement. London: Palgrave. pp. 167–192.
- Eaton, Lisa (2019). "A simplified approach to measuring national gender inequality". PLOS ONE. 14 (1): e0205349. Bibcode:2019PLoSO..1405349S. doi:10.1371/journal.pone.0205349. PMC 6317789. PMID 30605478.
- Konieczny, Piotr; Klein, Maximilian (2018-12-01). "Gender gap through time and space: A journey through Wikipedia biographies via the Wikidata Human Gender Indicator". New Media & Society. 20 (12): 4608–4633. doi:10.1177/1461444818779080. ISSN 1461-4448.

## 같이 보기
- 성 평등 지수